# Kusacz czarnogłowy
Kusacz czarnogłowy (Crypturellus soui) – gatunek średniej wielkości ptaka z rodziny kusaczy (Tinamidae), zamieszkujący Meksyk, Amerykę Centralną i Południową. Nie jest zagrożony wyginięciem.

## Zasięg występowania
Kusacz czarnogłowy zamieszkuje w zależności od podgatunku:
- Crypturellus soui meserythrus – od południowego Meksyku po południowo-wschodnią Nikaraguę.
- Crypturellus soui modestus – Kostaryka i zachodnia Panama.
- Crypturellus soui capnodes – północno-zachodnia Panama.
- Crypturellus soui poliocephalus – zachodnia i środkowa Panama.
- Crypturellus soui panamensis – środkowa i wschodnia Panama.
- Crypturellus soui mustelinus – północno-wschodnia Kolumbia, północno-zachodnia Wenezuela.
- Crypturellus soui soui – od wschodniej Kolumbii po region Gujana i północno-wschodnią Brazylię.
- Crypturellus soui andrei – Trynidad i północno-wschodnia Wenezuela.
- Crypturellus soui caucae – północno-środkowa Kolumbia.
- Crypturellus soui harterti – zachodnia Kolumbia i zachodni Ekwador.
- Crypturellus soui caquetae – południowo-wschodnia Kolumbia.
- Crypturellus soui nigriceps – wschodni Ekwador i północno-wschodnie Peru.
- Crypturellus soui albigularis – północna i wschodnia Brazylia.
- Crypturellus soui inconspicuus – środkowe Peru po wschodnią Boliwię.

## Charakterystyka
Kusacz czarnogłowy jest długi na około 22–24 cm, waży 220 g. Jest to bardzo skryty i samotniczy gatunek. Pomimo tego, że jest podobny do kuraków, takich jak przepiórka czy głuszec, nie jest w żadnym stopniu powiązany z tymi zwierzętami. To przysadzisty ptak rozpoznawany po niewielkich rozmiarach i braku czuba z piór na głowie. Ma przeważnie ciemnobrązowe upierzenie, a tylko na głowie szare. Pióra pod gardłem są nieco bledsze. Jego dziób jest brązowawy, brzuch cynamonowy, płowożółty. Samice są poniżej ubarwione jaśniej niż osobniki męskie – na rudo-brązowo. Nogi mogą być szarawe, oliwkowe albo żółtawe.
Kusacze czarnogłowe wydają długi, drżący gwizd, który jest słyszalny głównie o zmierzchu.

## Środowisko
Habitatem kusacza czarnogłowego są wilgotne lasy położone na dużej wysokości (około 2000 m n.p.m.), jak również inne wilgotne, wysoko położone siedliska w Centralnej i Południowej Ameryce, aż po południową Brazylię. Występuje na terenach od południowego Meksyku, przez Panamę po Amerykę Południową – Kolumbię, Wenezuelę, Gujanę, Surinam, Gujanę Francuską, Ekwador, Peru, północną Boliwię i większą część Brazylii.
Kusacz czarnogłowy jest rzadko widziany w ciemnych, gęstych lasach. Może być lokalizowany przez swoje rozwlekłe, podobne do gwizdu wołania (delikatne, opadające, ciche rżenie; również cykl pojedynczych nut, tempo wzrastające na końcu), wykonywane przez obie płcie.

## Pożywienie
Żywi się nasionami, jagodami i niektórymi owadami.

## Rozmnażanie
Sezon rozrodczy kusacza czarnogłowego przebiega od maja do października. Jego gniazdo jest małym zagłębieniem w podszyciu leśnym, czasami wyściełanym kilkoma liśćmi, umiejscowionym przy drzewie lub krzaku. Ptak składa dwa błyszczące, ciemnofioletowe, barwne jaja, chociaż zdarza się, że znosi tylko jedno. Rozmiar jaj wynosi około 41 na 32 mm. Są wysiadywane przez osobnika męskiego. Młode szybko dojrzewają i mogą biegać niedługo po wylęgnięciu.

## Status zagrożenia
Przez IUCN gatunek klasyfikowany jest jako najmniejszej troski (LC, Least Concern). W 2008 roku organizacja Partners in Flight szacowała, że liczebność światowej populacji mieści się w przedziale 0,5–5,0 milionów osobników. Globalny trend liczebności oceniany jest jako spadkowy ze względu na wylesianie i polowania.